# Europsko prvenstvo u košarci – Italija 1991.
Europsko prvenstvo u košarci 1991. godine održalo se u Rimu od 24. do 29. lipnja 1991. godine.
Hrvatski igrači koji su igrali za reprezentaciju Jugoslavije su: Toni Kukoč, Dino Rađa, Velimir Perasović i Arijan Komazec.